# Progressione del record mondiale della mezza maratona femminile

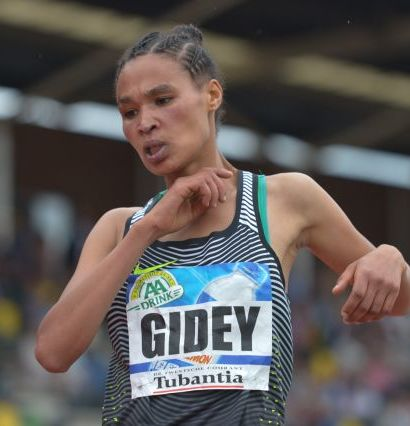
Letesenbet Gidey, detentrice del record mondiale della specialità in gara mista

La voce seguente illustra la progressione del record mondiale della mezza maratona femminile di atletica leggera.
Tra le donne sono previsti due record, a seconda del tipo di gara in cui sono stati ottenuti: in gara mista, ovvero una corsa in cui uomini e donne gareggiano contemporaneamente sul medesimo percorso, oppure in una gara esclusivamente femminile.
Come in tutte le specialità su strada i record mondiali sono stati riconosciuti dalla federazione internazionale di atletica leggera a partire dal 1º gennaio 2004. Ad oggi, la World Athletics ha ratificato ufficialmente 14 record mondiali di specialità, di cui 10 in gara mista e 4 in gara esclusivamente femminile.

## Progressione
| Tempo                                                            | Atleta              | Nazione     | Luogo                              | Data              | Note  |
| ---------------------------------------------------------------- | ------------------- | ----------- | ---------------------------------- | ----------------- | ----- |
| Non ratificata                                                   |                     |             |                                    |                   |       |
| 1h15'58"                                                         | Miki Gorman         | Stati Uniti | Pasadena, Stati Uniti              | 19 novembre 1978  |       |
| 1h15'01"                                                         | Ellison Goodall     | Stati Uniti | Winston-Salem, Stati Uniti         | 10 marzo 1979     |       |
| 1h14'04"                                                         | Patti Catalano      | Stati Uniti | Manchester, Stati Uniti            | 23 settembre 1979 |       |
| 1h13'59"                                                         | Marja Wokke         | Paesi Bassi | L'Aia, Paesi Bassi                 | 29 marzo 1980     |       |
| 1h13'26"                                                         | Joan Benoit         | Stati Uniti | New Orleans, Stati Uniti           | 18 gennaio 1981   |       |
| 1h11'16"                                                         | Joan Benoit         | Stati Uniti | San Diego, Stati Uniti             | 7 marzo 1981      |       |
| 1h09'57"                                                         | Grete Waitz         | Norvegia    | Göteborg, Svezia                   | 15 maggio 1982    |       |
| 1h09'14"                                                         | Joan Benoit         | Stati Uniti | Filadelfia, Stati Uniti            | 18 settembre 1983 |       |
| 1h08'34"                                                         | Joan Benoit         | Stati Uniti | Filadelfia, Stati Uniti            | 16 settembre 1984 |       |
| 1h08'32"                                                         | Ingrid Kristiansen  | Norvegia    | New Bedford, Stati Uniti           | 19 marzo 1989     |       |
| 1h07'59"                                                         | Elana Meyer         | Sudafrica   | East London, Sudafrica             | 18 maggio 1991    |       |
| 1h07'59"                                                         | Uta Pippig          | Germania    | Kyoto, Giappone                    | 20 marzo 1994     |       |
| 1h07'58"                                                         | Uta Pippig          | Germania    | Kyoto, Giappone                    | 19 marzo 1995     |       |
| 1h07'36"                                                         | Elana Meyer         | Sudafrica   | Kyoto, Giappone                    | 9 marzo 1997      |       |
| 1h07'29"                                                         | Elana Meyer         | Sudafrica   | Kyoto, Giappone                    | 8 marzo 1998      |       |
| Gara esclusivamente femminile - Ratificata dalla World Athletics |                     |             |                                    |                   |       |
| 1h06'25"                                                         | Lornah Kiplagat     | Paesi Bassi | Udine, Italia                      | 14 ottobre 2007   |       |
| 1h06'11"                                                         | Netsanet Gudeta     | Etiopia     | Valencia, Spagna                   | 24 marzo 2018     |       |
| 1h05'34"                                                         | Peres Jepchirchir   | Kenya       | Praga, Repubblica Ceca             | 5 settembre 2020  |       |
| 1h05'16"                                                         | Peres Jepchirchir   | Kenya       | Gdynia, Polonia                    | 17 ottobre 2020   |       |
| Gara mista - Ratificata dalla World Athletics                    |                     |             |                                    |                   |       |
| 1h06'44"                                                         | Elana Meyer         | Sudafrica   | Tokyo, Giappone                    | 15 gennaio 1999   |       |
| 1h05'50"                                                         | Mary Keitany        | Kenya       | Ras al-Khaima, Emirati Arabi Uniti | 18 febbraio 2011  |       |
| 1h05'12"                                                         | Florence Kiplagat   | Kenya       | Barcellona, Spagna                 | 16 febbraio 2014  |       |
| 1h05'09"                                                         | Florence Kiplagat   | Kenya       | Barcellona, Spagna                 | 15 febbraio 2015  |       |
| 1h05'06"                                                         | Peres Jepchirchir   | Kenya       | Ras al-Khaima, Emirati Arabi Uniti | 10 febbraio 2017  |       |
| 1h04'52"                                                         | Joyciline Jepkosgei | Kenya       | Praga, Repubblica Ceca             | 1º aprile 2017    |       |
| 1h04'51"                                                         | Joyciline Jepkosgei | Kenya       | Valencia, Spagna                   | 22 ottobre 2017   |       |
| 1h04'31"                                                         | Ababel Yeshaneh     | Etiopia     | Ras al-Khaima, Emirati Arabi Uniti | 21 febbraio 2020  |       |
| 1h04'02"                                                         | Ruth Chepngetich    | Kenya       | Istanbul, Turchia                  | 4 aprile 2021     | [ 4 ] |
| 1h02'52"                                                         | Letesenbet Gidey    | Etiopia     | Valencia, Spagna                   | 24 ottobre 2021   |       |